# Cerdo Yuxiang

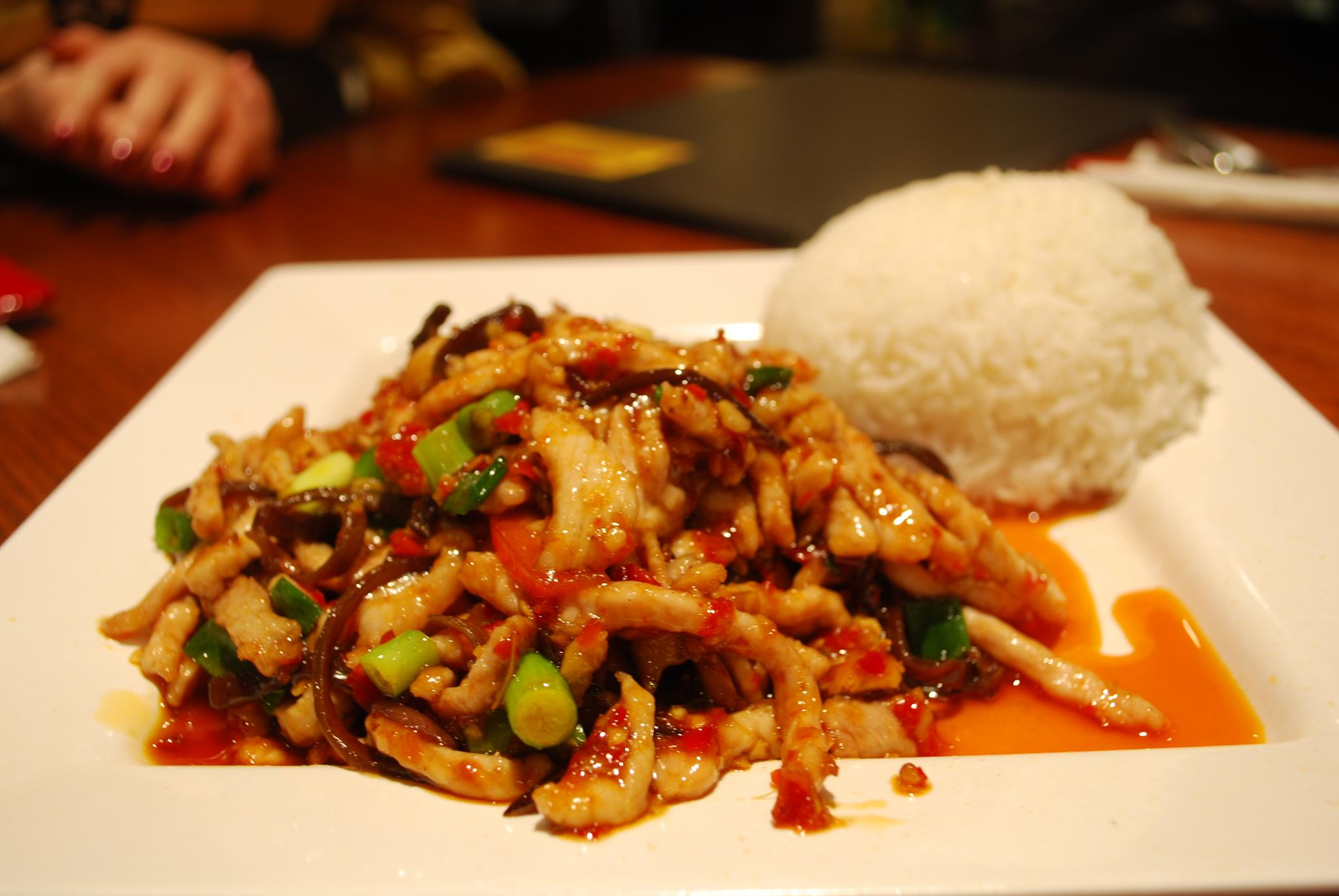
Plato de Cerdo Yuxiang.

Cerdo Yuxiang o Cerdo desmenuzado Yuxiang (en chino tradicional, 魚香肉絲; en chino simplificado, 鱼香肉丝; pinyin, yúxiāng ròusī; literalmente, ‘trozos de cerdo con sabor a pescado’) se refiere a una reconocida mezcla de sabores en la cocina china, y también se refiere a la salsa que resulta de la cocción de carne o vegetales. Fue originado en la cocina de Sichuan y se extendió en el resto de China.
A pesar de la referencia literal de "fragancia de pescado" en el idioma chino, el Yuxiang no contiene pescado o mariscos.
La salsa Yuxiang (a veces traducida como "sabor a pescado") se prepara con pao jiao (en chino simplificado, 泡椒; pinyin, pào jiāo; literalmente, ‘chile en escabeche’), sal Chuan, salsa de soja, azúcar, vinagre, jengibre, ajo. Si bien la salsa no incluye pescado, su sazonado y método de preparación imitan los utilizados en Sichuan para preparar pescado. El sazonado contiene sabores salados, dulces, picantes, agrios y frescos, lo que contribuye a hacer las comidas más sabrosas.

## Preparación
La preparación adecuada de la salsa Yuxiang incluye pao jiao (chile en escabeche) finamente picado, cebollina blanca, jengibre y ajo. Se mezclan en proporciones más o menos iguales, algunos prefieren incluir más cebollina que jengibre y ajo. La mezcla se sofríe en aceite hasta volverse fragante. Se le añade agua, fécula de maíz, azúcar y vinagre para crear la salsa básica.

## Platos
La salsa es usada principalmente para platos que contienen res, cerdo o pollo. Algunas veces es usada en recetas vegetarianas. De hecho, Bárbara Troop sugiere en The Modern Art of Chinese Cooking que los caracteres pueden ser interpretados con el significado sabor "Sichuan-Hunan". Los platos que usan Yuxiang como el principal sazonador tienen el término adjuntado a su nombre. Por ejemplo:
- Yúxiāngròusī (魚香肉絲): Fajas de cerdo sofritas con yuxiang
- Yúxiāngqiézi (魚香茄子): Berenjenas cocidas con yuxiang
- Yúxiāngniúnǎn (魚香牛腩): Estofado de pecho de res con yuxiang